# Doświadczenie i Przyszłość
Konwersatorium „Doświadczenie i Przyszłość” – nieformalny klub dyskusyjny działający w latach 1978–1982, reaktywowany w 2007.

## „Doświadczenie i Przyszłość” (1978)
Konwersatorium powstało z inicjatywy Stefana Bratkowskiego i Bogdana Gotowskiego, którym w przygotowaniach pomagał Andrzej Wielowieyski. Celem było stworzenie ośrodka dyskusyjnego otwartego zarówno na kręgi niezależnej inteligencji, jak i na reformistycznie nastawione środowiska partyjne. Pierwsze i jedyne spotkanie oficjalne odbyło się 14 listopada 1978 pod egidą Towarzystwa Wolnej Wszechnicy Polskiej. Dla przygotowania kolejnych dyskusji powołano tzw. Zespół Usługowy w składzie: Stefan Bratkowski, Kazimierz Dziewanowski, Bogdan Gotowski, Jan Górski, Andrzej Krasiński, Jan Malanowski, Klemens Szaniawski, Andrzej Wielowieyski, Andrzej Zakrzewski, Witold Zalewski. Dalszych spotkań zabroniły władze państwowe.
W konsekwencji dalsze prace konwersatorium prowadzone były przez Zespół Usługowy (w jego pracach uczestniczyli także Wojciech Adamiecki, Jan Strzelecki, Kazimierz Długokęcki, Jerzy Zieleński, Jerzy Stembrowicz i Lech Tomaszewski), który w oparciu o ankiety rozesłane do około 100 naukowców i dziennikarzy ogłosił w maju 1979 Raport o stanie Rzeczypospolitej i drogach wiodących do jej naprawy. W dokumencie tym postulowano zmiany sposobu sprawowania władzy, w tym demokratyzację PZPR, większe upodmiotowienie społeczeństwa w relacjach z władzą poprzez wzmocnienie systemu przedstawicielskiego, stworzenie autentycznych związków zawodowych, zagwarantowanie równości wobec prawa, prawa do pracy i opieki społecznej, powszechnego dostępu do kultury, poszanowania praw wierzących. Wskazywano przy tym, że zmiany te mieszczą się w modelu socjalistycznym.
Wiosną 1980 Zespół Usługowy (w którego pracach brali także udział Jerzy Szacki i Andrzej Stelmachowski) przygotował (również na podstawie ankiet rozesłanych do szerszego kręgu respondentów, obejmującego także członków PZPR i ZSL) raport Jak z tego wyjść, w którym powtórzono większość postulatów poprzedniego dokumentu, ale w bardziej zdecydowanej formie przedstawiając zarys programu dla dialogu władzy i społeczeństwa.
Po powstaniu NSZZ „Solidarność” większość członków Zespołu Usługowego wspierało działania związku. W lutym 1981 „DiP” przygotowało diagnozę Społeczeństwo wobec kryzysu, a w kolejnych miesiącach kilka opracowań szczegółowych, w tym Prawo, praworządność i gwarancje prawne.
Po ogłoszeniu stanu wojennego Zespół Usługowy „DiP” (w którego pracach wzięli także udział Jerzy Jaruzelski i Andrzej Osęka) przygotował swój ostatni raport Polska wobec stanu wojennego – diagnozę sytuacji społecznej i politycznej w Polsce, w której rozważano różne warianty zachowania władz i możliwe scenariusze działań opozycyjnych. Został on wydany w marcu 1982.
W 1989 wielu uczestników pierwszego konserwatorium brało aktywny udział w obradach Okrągłego Stołu.

## „Doświadczenie i Przyszłość” (2007)
W styczniu 2007 Stefan Bratkowski ogłosił reaktywowanie Konwersatorium pod uprzednią nazwą „Doświadczenie i Przyszłość”. Zgodnie z deklaracją, inicjatywa ta miała stanowić odpowiedź intelektualistów na stan debaty publicznej o sprawach polskich w ostatnich latach i odejście od koncentracji na sprawach bieżących. W 2007 opublikowano pierwszy raport pod tytułem Uwagi o stanie demokracji w Polsce.
Opublikowane raporty:
- Uwagi o stanie demokracji w Polsce, (2007)
- Samorządność i demokracja lokalna, (2007)
- Uwagi o głównych wyzwaniach polskiej polityki zagranicznej, (2007)
- Projekt zmian w Konstytucji Rzeczypospolitej Polskiej (z dnia 2 kwietnia 1997 r.), (2009)

Skład pierwszej rady programowej stanowili Stefan Bratkowski, Aniela Dylus, Janusz Grzelak, Barbara Imiołczyk, Irena Lipowicz, Stefan Meller, Wiktor Osiatyński, Jerzy Regulski, Marek Safjan, Krystyna Starczewska, Marek Wąsowicz, Edmund Wittbrodt, Edmund Wnuk-Lipiński, Andrzej Zoll. W 2009 do rady programowej weszli ponadto Leszek Balcerowicz, Jerzy Ciemniewski, Maria Teresa Romer, Jerzy Stępień, Piotr Sztompka i Jan Woleński.
Pierwszym przewodniczącym został Marek Safjan, w 2009 funkcję tę objął Jerzy Stępień. Sekretariat konwersatorium utworzyli Grzegorz Gauden, Andrzej Rosner i Cezary Windorbski.